# الملعب البلدي بسليمان
الملعب البلدي في سليمان هو ملعب كرة قدم يقع في مدينة سليمان (تونس) ، ولاية نابل ويستخدم هذا الملعب من طرف المستقبل الرياضي بسليمان الذي ينشط في  الرابطة التونسية المحترفة الأولى لكرة القدم.